# أولاد الطالب غبد الله (بني قرة)
أولاد الطالب غبد الله هو دُوَّار يقع بجماعة بوعادل، إقليم تاونات، جهة فاس مكناس في المملكة المغربية. ينتمي الدوّار لمشيخة بني قرة التي تضم 10 دواوير. يقدر عدد سكانه بـ 712 نسمة حسب الإحصاء الرسمي للسكان والسكنى لسنة 2004.

## روابط خارجية
- البوابة الوطنية للجماعات الترابية
- المندوبية السامية للتخطيط